# Synaptolepis kirkii
Synaptolepis kirkii är en tibastväxtart som beskrevs av Oliver. Synaptolepis kirkii ingår i släktet Synaptolepis och familjen tibastväxter. Inga underarter finns listade i Catalogue of Life.